# Twyla Hansen
Twyla M. Hansen (nascida em 1949) é uma poetisa norte-americana, atualmente Poeta do Estado do Nebraska. Ela é a terceira habitante do Nebraska e a primeira mulher a ocupar o cargo, para o qual ela foi nomeada pelo governador Dave Heineman em novembro de 2013.

## Biografia
Hansen foi criada perto da cidade de Lyon, no nordeste do estado de Nebraska, e atualmente vive em Lincoln. Ela possui um diploma de bacharel em horticultura e um mestrado em agroecologia da Universidade de Nebraska-Lincoln. Durante o trabalho como gestora e curadora do arboretum da Nebraska Wesleyan University, Hansen teve aulas com o poeta William Kloefkorn, que se tornou um de seus mentores. Hansen foi nomeado para o substituir Kloefkorn como poeta oficial do Estado de Nebraska depois da morte deste, em 2011.

## Prêmios
- 2004: Nebraska Book Award for Poetry
- 2012: Nebraska Book Award[5]

## Publicações selecionadas

### Livros
- How to Live in the Heartland. [S.l.: s.n.] ISBN 978-0963353504
- In Our Very Bones. [S.l.: s.n.] ISBN 978-0963555977
- Sanctuary Near Salt Creek. [S.l.: s.n.]
- Potato Soup. [S.l.: s.n.] ISBN 978-0972618724
- Prairie Suite: A Celebration. [S.l.: s.n.] Ilustrado por Paul Johnsgard.
- Dirt Songs: A Plains Duet. [S.l.: s.n.] ISBN 978-1935218241 Com Linda Hasselstrom.
- Rock • Tree • Bird. [S.l.: s.n.] ISBN 978-1935218456

### Antologias
- Thom Tammaro (ed.). Inheriting the Land: Contemporary Voices from the Midwest. [S.l.: s.n.] ISBN 978-0816623037 Faltam os |sobrenomes1= em Editors list (ajuda)Faltam os |sobrenomes1= em Editors list (ajuda) * Gaydell Collier; Linda Hasselstrom (eds.). Leaning Into the Wind: Women Write from the Heart of the West. [S.l.: s.n.] ISBN 978-0395837382 Faltam os |sobrenomes1= em Editors list (ajuda)Faltam os |sobrenomes1= em Editors list (ajuda) * Nancy Curtis; Gaydell Collier (eds.). Woven on the Wind: Women Write about Friendship in the Sagebrush West. [S.l.: s.n.] ISBN 978-0395977088 Faltam os |sobrenomes1= em Editors list (ajuda)Faltam os |sobrenomes1= em Editors list (ajuda) * Rural Voices: Literature From Rural Nebraska. [S.l.: s.n.] ISBN 978-0971903005
- Sam Hamill (ed.). Poets Against the War. [S.l.: s.n.] ISBN 978-1560255390
- David J. Wishart (ed.). Encyclopedia of the Great Plains. [S.l.: s.n.] ISBN 978-0803247871
- Laura Madeline Wiseman (ed.). Women Write Resistance: Poets Resist Gender Violence. [S.l.: s.n.] ISBN 978-0615772783